# L'ultima cosa che mi ha detto
L'ultima cosa che mi ha detto (The Last Thing He Told Me) è una serie televisiva statunitense del 2023 ideata da Laura Dave e Josh Singer e basata sull'omonimo romanzo della Dave del 2021.
Nel marzo 2024 Apple ha rinnovato la serie per una seconda stagione.

## Trama
Hannah Hall indaga sulla scomparsa del marito mentre instaura una relazione inaspettata con la figliastra.

## Personaggi

### Principali
- Hannah Hall, interpretata da Jennifer Garner.
- Bailey Michaels, interpretata da Angourie Rice: la figliastra di Hannah.
- Jules Nichols, interpretata da Aisha Tyler: la migliore amica di Hannah ed è una giornalista.
- Grady Bradford, interpretato da Augusto Aguilera.
- Owen Michaels, interpretato da Nikolaj Coster-Waldau: il marito di Hannah e padre di Bailey.

### Ricorrenti
- Bobby Park, interpretato da John Harlan Kim:  il fidanzato di Bailey.
- Jake Davis, interpretato da Geoff Stults: l'ex fidanzato di Hannah ed è un avvocato.

### Guest star
- Nicholas Bell, interpretato da David Morse: ex suocero di Owen e nonno di Bailey, è avvocato di un'organizzazione mafiosa nota come famiglia Campano.

## Episodi
| n° | Titolo originale     | Titolo italiano          | Pubblicazione  |
| -- | -------------------- | ------------------------ | -------------- |
| 1  | Protect Her          | Proteggila               | 14 aprile 2023 |
| 2  | The Day After        | Il giorno dopo           | 14 aprile 2023 |
| 3  | Keep Austin Weird    | Mantieni Austin bizzarra | 21 aprile 2023 |
| 4  | Witness to Your Life | Testimone della tua vita | 28 aprile 2023 |
| 5  | The Never Dry        | Il Never Dry             | 5 maggio 2023  |
| 6  | When We Were Young   | Quando eravamo giovani   | 12 maggio 2023 |
| 7  | Sanctuary            | Santuario                | 19 maggio 2023 |

## Distribuzione
La serie ha debuttato sul servizio streaming Apple TV+ il 14 aprile 2023 con i primi due episodi.